# Präsidentschaftswahl in Montenegro 2008
Die Präsidentschaftswahl in Montenegro 2008 fand am 6. April 2008 statt. Rund 490.000 Montenegriner waren zur Wahl eines neuen Staatspräsidenten von Montenegro aufgerufen, zum ersten Mal seit der Trennung von Serbien vor zwei Jahren.
Obwohl am Anfang noch unklar, trat der amtierende Präsident Filip Vujanović von der Partei der demokratischen Sozialisten Montenegros nochmals zur Wahl an. Die Opposition konnte sich jedoch auf keinen gemeinsamen Gegenkandidaten gegen ihn einigen. Die Kandidaten waren der Chef der Serbischen Liste (SL), Andrija Mandić, der Vorsitzende der Bewegung für Veränderungen (PzP), Nebojša Medojević und der Präsidentschaftskandidat der Sozialistischen Volkspartei (SNP), Srđan Milić. Ein Sieg von Vujanović schon im ersten Wahlgang war allerdings unsicher: Manche Parteien der Albaner und der Bosniaken, die seine Partei im Unabhängigkeitsreferendum unterstützt hatten, sprachen sich diesmal für einen anderen Kandidaten aus. Weiter ihre Kandidatur angekündigt hatten der Ökologieprofessor und Umweltaktivist Dragan Hajdukovic sowie der Rechtsprofessor Blagot Mitric. Die beiden Parteilosen hatten jedoch ihre Kandidatur bereits im Vorfeld wieder zurückgezogen, da sie nicht genügend Unterstützerunterschriften zusammenbrachten.
Mit 51,89 % der Wählerstimmen konnte Filip Vujanović die Wahl bereits im 1. Wahlgang mit einem absoluten Mehr für sich entscheiden, eine Stichwahl hätte zwei Wochen nach dem ersten Wahlgang stattgefunden. Für diesen Fall hatte auch die Opposition angekündigt sich geschlossen hinter einen ihrer Bewerber zu stellen.

## Bedingungen für die Zulassung von Kandidaturen
Jeder Präsidentschaftskandidat musste für die Zulassung Unterstützerunterschriften von 1,5 % Stimmberechtigten (7'266 Unterschriften) sammeln, um zur Wahl zugelassen zu werden. Diese Quote wurde gegenüber der letzten Wahl erhöht und die Unterschriften mussten im kommunalen Wahlbüro im Beisein von zwei Mitgliedern der kommunalen Wahlkommission abgegeben werden. Eine Klage von Medojević, der in dieser Bestimmung das Wahlgeheimnis verletzt sah, wurde am 28. Februar vom Verfassungsgericht Montenegros abgewiesen.

## Die Kandidaten

### Filip Vujanović
Die seit 1990 dominierende Kraft in Montenegros, die Partei der demokratischen Sozialisten Montenegros, hatte am 27. Dezember 2007 als Nachfolger des amtierenden Präsidenten eigentlich den früheren Ministerpräsident und als Vater der Nation geltenden Milo Đukanović als neuen Präsident nominiert. Da dieser das Angebot jedoch ablehnte, stieg der amtierende Amtsinhaber Filip Vujanović für eine weitere Amtszeit ins Rennen. Er wurde von seinen ebenfalls sozialdemokratischen Koalitionspartnern von der sozialdemokratischen Partei Montenegros (SDP) unterstützt. Đukanović übernahm jedoch später, nachdem der amtierende Premierminister Zeljko Struanovic am 31. Januar krankheitshalber zurückgetreten war, das Amt des Premierministers. Der bisherige Präsident Vujanović ist als EU-Befürworter bekannt und versprach unter anderem die Beseitigung der Arbeitslosigkeit bis zum Ende seiner Amtszeit, obwohl das Amt des Präsidenten in Montenegro ein eher repräsentatives Amt darstellt. Als Einziger befürwortete er während des Wahlkampfs einen Beitritt zur NATO. Seine Wiederwahlkampagne lief unter dem Slogan „Ohne Dilemma“.

### Andrija Mandić
Für die Serbische Liste wurde Andrija Mandić von der Serbischen Volkspartei (SNS) nominiert. Er stellte seinen Wahlkampf unter das Motto „Nur der Beste darf“. Mandić votierte für eine engere Verbindung mit Belgrad und schloss eine Anerkennung des Kosovos aus und umwarb damit die etwa 25 bis 30 % in Montenegro lebenden Serben, konnte jedoch auch dort nicht das gesamte Potenzial abrufen. Während er grundsätzlich auch pro-europäisch ist, lehnt er als einziger der vier Kandidaten einen NATO-Beitritt entschieden ab. Mandić anerkennt auch das Resultat des Unabhängigkeitsreferendums nicht an.

### Nebojša Medojević
Von der Oppositionspartei Bewegung für Veränderungen, kurz PzP, wurde Nebojša Medojević nominiert. Er spricht sich vorwiegend gegen die grassierende Korruption in seinem Land aus und sieht sich als Alternative hierzu. Medojević prangert an, dass der montenegrinische Staat seiner Meinung nach unter der Kontrolle von wenigen, reichen Familien unter der Führung von Regierungschef Đukanović stehe. Außerdem wirft er der Regierung vor, die Reichtümer Montenegros an die Russen verscherbelt zu haben. Gemäß einer Umfrage vom Januar 2007 sind 50 % der Montenegriner der Meinung, dass Korruption in ihrer Regierung weit verbreitet ist – dies ist jedoch im Vergleich mit den anderen Balkanstaaten, deren Zustimmungsrate zur gleichen Frage zwischen 70 und 85 % liegt, ein guter Wert. Er stellte seine Kampagne unter das Motto „Er soll uns zu Ehre dienen“. Zu einem möglichen NATO-Beitritt hat er keine eindeutige Meinung.

### Srđan Milić
Der vierte Kandidat war Srđan Milić von der Sozialistischen Volkspartei. Er ist das neuste Gesicht der vier Kandidaten in der montenegrinischen Politik und wurde erst mit der Übernahme der Parteiführung der SNP bekannt. Wie auch Mandić seine Stammwählerschaft bei der serbischen Minderheit. Mit seinem Wahlslogan „Es ist Zeit für Gerechtigkeit“ seinen Fokus auf soziale Themen. Außerdem setzt auch er stark auf eine europafreundliche Politik, hat aber zum NATO-Beitritt keine klare Haltung. Er war im Wahlkampf wie auch Mandić gegen die Anerkennung des Kosovos.

## Wahlkampfverlauf
Der Verlauf des Wahlkampfs wurde auch von der OSCE in ihrem Bericht als ruhig beschrieben. Themen im Wahlkampf waren Wirtschaft, die europäische Integration, Investitionen, Entwicklung und soziale Wohlfahrt. Die politischen Unterschiede begründeten sich hauptsächlich aufgrund von ethnischer und sozialer Gruppenzugehörigkeit. Diese Opposition besteht zum großen Teil aus Parteien, die Serbien nahestehen und nach wie vor gegen Montenegros Unabhängigkeit sind. Der Wahlkampf ging gesittet vonstatten und auf nationalistische Rhetorik wurde nur beschränkt zurückgegriffen. Obwohl die Unabhängigkeitserklärung Kosovos regional für die Bosnier sowie Serben ein Thema war, kam sie während des Wahlkampfs kaum zur Sprache.

## Umfragen
| Institut | Datum                | Vujanović | Mandić | Medojević | Milić | Andere |
| -------- | -------------------- | --------- | ------ | --------- | ----- | ------ |
| CEDEM    | 15.–20. Februar 2008 | 49,5 %    | 14,8 % | 21,2 %    | 9,9 % | 4,6 %  |
| CEDEM    | 14.–20. März 2008    | 52,8 %    | 19,1 % | 18,3 %    | 9,8 % |        |

## Ergebnis
| Kandidaten        | Parteien                                         | Stimmen | %    |
| ----------------- | ------------------------------------------------ | ------- | ---- |
| Filip Vujanović   | Demokratische Partei der Sozialisten Montenegros | 171.118 | 51,9 |
| Andrija Mandić    | Srpska narodna stranka                           | 64.473  | 19,6 |
| Nebojša Medojević | Pokret za promjene                               | 54.874  | 16,6 |
| Srđan Milić       | Socijalistička narodna partija Crne Gore         | 39.316  | 11,9 |
| Gesamt            | Gesamt                                           | 329.781 | 100  |
|                   |                                                  |         |      |
| Ungültige Stimmen | Ungültige Stimmen                                | 4.674   | 1,4  |
| Wähler            | Wähler                                           | 334.455 | 68,2 |
| Wahlberechtigte   | Wahlberechtigte                                  | 490.412 |      |
|                   |                                                  |         |      |
| Quelle: OSCE      |                                                  |         |      |

## Ergebnis nach Gemeinden
| Region       | Filip Vujanović | Filip Vujanović | Andrija Mandić | Andrija Mandić | Nebojša Medojević | Nebojša Medojević | Srđan Milić | Srđan Milić | Wahlbeteiligung |
| Region       | Wähler          | Prozent         | Wähler         | Prozent        | Wähler            | Prozent           | Wähler      | Prozent     | Wahlbeteiligung |
| ------------ | --------------- | --------------- | -------------- | -------------- | ----------------- | ----------------- | ----------- | ----------- | --------------- |
| Andrijevica  | 1350            | 42,31 %         | 764            | 23,94 %        | 127               | 3,98 %            | 950         | 29,77 %     | 74,70 %         |
| Bar          | 11064           | 55,92 %         | 3100           | 15,67 %        | 4072              | 20,58 %           | 1548        | 7,82 %      | 60,99 %         |
| Berane       | 10248           | 52,48 %         | 4037           | 20,67 %        | 2162              | 11,07 %           | 3081        | 15,78 %     | 69,41 %         |
| Bijelo Polje | 16773           | 59,12 %         | 5289           | 18,64 %        | 2938              | 10,36 %           | 3372        | 11,88 %     | 71,39 %         |
| Budva        | 6137            | 66,02 %         | 1228           | 13,21 %        | 1195              | 12,85 %           | 736         | 7,92 %      | 70,92 %         |
| Danilovgrad  | 4622            | 52,04 %         | 1680           | 18,91 %        | 1294              | 14,57 %           | 1286        | 14,48 %     | 74,50 %         |
| Žabljak      | 1072            | 44,50 %         | 519            | 21,54 %        | 182               | 7,56 %            | 636         | 26,40 %     | 72,34 %         |
| Kolašin      | 2643            | 47,44 %         | 1428           | 25,63 %        | 720               | 12,92 %           | 780         | 14,00 %     | 78,03 %         |
| Kotor        | 5190            | 49,14 %         | 2074           | 19,64 %        | 2081              | 19,70 %           | 1216        | 11,51 %     | 60,61 %         |
| Mojkovac     | 2631            | 44,85 %         | 1002           | 17,08 %        | 747               | 12,73 %           | 1486        | 25,33 %     | 78,57 %         |
| Nikšić       | 20636           | 51,73 %         | 8705           | 21,82 %        | 5218              | 13,08 %           | 5335        | 13,37 %     | 71,49 %         |
| Plav         | 4695            | 69,99 %         | 509            | 7,59 %         | 893               | 13,31 %           | 611         | 9,11 %      | 53,05 %         |
| Plužine      | 606             | 26,64 %         | 740            | 32,53 %        | 170               | 7,47 %            | 759         | 33,36 %     | 70,67 %         |
| Pljevlja     | 7772            | 37,13 %         | 6331           | 30,25 %        | 3580              | 17,10 %           | 3249        | 15,52 %     | 76,25 %         |
| Podgorica    | 43855           | 48,60 %         | 19108          | 21,18 %        | 17683             | 19,60 %           | 9592        | 10,63 %     | 69,33 %         |
| Rožaje       | 9163            | 77,81 %         | 152            | 1,29 %         | 2314              | 19,65 %           | 147         | 1,25 %      | 59,00 %         |
| Tivat        | 3647            | 51,69 %         | 1415           | 20,06 %        | 1457              | 20,65 %           | 536         | 7,60 %      | 65,50 %         |
| Ulcinj       | 6513            | 66,75 %         | 415            | 4,25 %         | 2447              | 25,08 %           | 382         | 3,92 %      | 56,01 %         |
| Herceg Novi  | 5721            | 34,16 %         | 5048           | 30,14 %        | 3180              | 18,99 %           | 2798        | 16,71 %     | 68,14 %         |
| Cetinje      | 5479            | 63,81 %         | 399            | 4,65 %         | 2292              | 26,69 %           | 417         | 4,86 %      | 59,96 %         |
| Šavnik       | 883             | 50,63 %         | 413            | 23,68 %        | 64                | 3,67 %            | 384         | 22,02 %     | 78,91 %         |
| Gefängnisse  | 418             | 68,75 %         | 117            | 19,24 %        | 58                | 9,54 %            | 15          | 2,47 %      | -               |
| Quelle: OSCE |                 |                 |                |                |                   |                   |             |             |                 |